# Maison au 31, rue des Vignerons à Bergheim
La maison au 31, rue des Vignerons est un monument historique situé à Bergheim, dans le département français du Haut-Rhin.

## Localisation
Ce bâtiment est situé au 31, rue des Vignerons à Bergheim.

## Historique
L'édifice fait l'objet d'une inscription au titre des monuments historiques depuis 1935.